# تصنيع مكونات من أشباه الموصلات
تصنيع أجهزة أشباه الموصلات (بالإنجليزية: Semiconductor device fabrication) أو تسمى تصنيع أشباه الموصلات هي العملية المستخدمة لإنشاء الدارات المتكاملة (رقائق السيليكون) التي تكون موجودة في الأجهزة الكهربائية والإلكترونية المستخدمة في الحياة اليومية.
وهي سلسلة متعددة الخطوات من التصوير والمعالجة الكيميائية خلال الخطوات التي يتم إنشاؤها تدريجيا للدوائر الإلكترونية على رقاقة (ويفر) مصنوعة من مواد شبه موصلة نقية. والسيليكون هو من مواد أشباه الموصلات الأكثر شيوعا اليوم، جنبا إلى جنب مع أشباه موصلات المجمع المختلفة.
عملية التصنيع بكاملها ومن البداية إلى رقائق مغلفة جاهزة للشحن، تأخذ حوالي 6-8 أسابيع، ويتم تنفيذها في مراكز متخصصة للغاية ويشار إليها فابس اختصار ل(بالإنجليزية: fabs) وهي اختصار ل(بالإنجليزية: Semiconductor fabrication plant).

## اقرأ أيضا
- عملية 1 ميكرومتر
- غرفة نظيفة
- عملية سطحية
- وصلة غير متجانسة